# Mercury 8
För andra betydelser, se Mercury.
Mercury 8 var NASA:s tredje bemannade färd till rymden i omloppsbanefärd och den sjunde bemannade färden totalt. Astronauten Walter Schirra flög ombord i kapseln Sigma 7. Färden genomfördes 3 oktober 1962 och varade i 9 timmar, 13 minuter och 11 sekunder. Farkosten sköts upp med en Atlas-raket från Cape Canaveral Air Force Station.

### Fotnoter
1. ↑  ”NASA Space Science Data Coordinated Archive” (på engelska). NASA. https://nssdc.gsfc.nasa.gov/nmc/spacecraft/display.action?id=1962-052A. Läst 24 mars 2020.